# Angarsk
Angarsk (ros. Ангaрск) – miasto w Rosji w obwodzie irkuckim, nad Angarą, położone w odległości 5150 km na wschód od
Moskwy.

## Dane ogólne
- Liczba ludności: 216 973 (2025)
- Położenie geograficzne: 52°34' N 103°54' E
- Kod pocztowy: 25-405
- Kod telefoniczny: 3955

## Historia
Ośrodek wielkoprzemysłowy, zwłaszcza przemysł petrochemiczny. Angarsk został wybudowany po II wojnie światowej. Prawa miejskie otrzymał od 1951 roku.

## Przemysł
W mieście rozwinął się przemysł maszynowy, metalowy, materiałów budowlanych, drzewny, elektrotechniczny, rafineryjny oraz chemiczny.

## Transport
Angarsk jest położony przy Kolei Transsyberyjskiej. Miasto posiada sieć tramwajową o długości 95 km.

## Sport
- Jermak Angarsk – klub hokejowy